# Klasyfikacja jakości wód
Klasyfikacja jakości wód, bonitacja wód – system podziału wód powierzchniowych i podziemnych na podstawie ich jakości, czyli szeroko rozumianego stanu ekologicznego. W krajach Unii Europejskiej stosowany jest system pięcioklasowy. Ocenę jakości przygotowuje się na podstawie różnego typu wskaźników jakości wód. Klasyfikacji wód dokonuje się poprzez porównanie miarodajnych stężeń zanieczyszczeń i struktury zasiedlających je biocenoz określonych wskaźnikami z normatywnymi stężeniami zanieczyszczeń i strukturą biocenoz referencyjnych określonymi w dokumentach instytucji zajmujących się ochroną środowiska lub gospodarką wodną. Oceny stanu wód dokonuje się dla celów naukowych i praktycznych, gdyż pewne zastosowania wody wymagają jej odpowiedniej jakości.

## Unia Europejska

### Zasady obowiązujące w całej UE
Podstawy klasyfikacji, jak i prezentacji stanu wód powierzchniowych i podziemnych reguluje ramowa dyrektywa wodna (RDW). W tym ujęciu ocenie podlega stan wód nie tylko traktowanych jako zasoby gospodarcze, ale przede wszystkim jako element ekosystemu. Oceniony stan ekologiczny jest porównywany ze stanem referencyjnym, tj. zbliżonym do naturalnego, a poszczególne klasy odpowiadają stopniowi odchylenia od pożądanego stanu referencyjnego. Wyróżnianych jest pięć klas stanu ekologicznego wód powierzchniowych.
W przypadku wód powierzchniowych RDW wyróżnia stan ekologiczny i chemiczny, a w przypadku wód podziemnych stan ilościowy i chemiczny, przy czym stan ogólny określony jest przez gorszy z nich. Stan ekologiczny wskazuje jakość (strukturę i funkcjonowanie) ekosystemu wodnego, stan chemiczny – warunki związane z zanieczyszczeniem, a stan ilościowy wskazuje stopień narażenia na bezpośrednie i pośrednie pobory wody.
Stan chemiczny jest określany na podstawie stężenia substancji szkodliwych dla środowiska wodnego (takich jak m.in. benzen, DDT, rtęć, kadm). Stan chemiczny klasyfikowany jest jako dobry lub poniżej dobrego. Jeżeli stan chemiczny wód nie osiąga stanu dobrego, ogólny stan wód oceniany jest jako zły, niezależnie od stanu ekologicznego. Jeżeli stan chemiczny osiąga stan dobry, ogólny stan wód oceniany jest jako dobry jedynie, gdy stan lub potencjał ekologiczny jest przynajmniej dobry, w przeciwnym wypadku ogólny stan wód również oceniany jest jako zły.

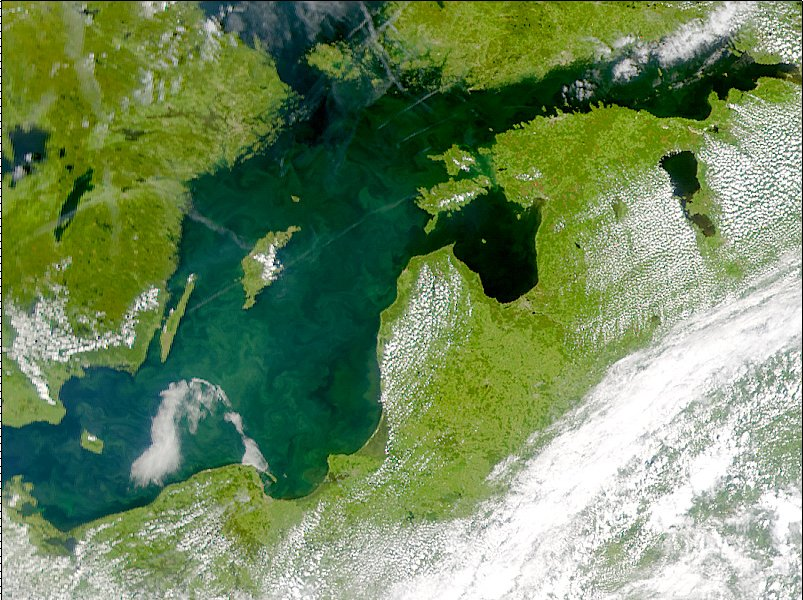
Ilość chlorofilu a jako miara obfitości fitoplanktonu jest stosowana do oceny stanu wszystkich wód powierzchniowych

Stan ekologiczny wyznaczany jest przez trzy grupy elementów wskaźnikowych:
- elementy biologiczne (podstawowe)
- elementy hydromorfologiczne (wspierające)
- elementy chemiczne i fizyczno-chemiczne (wspierające).

Zarówno dobór tych elementów, jak i ich wartości graniczne są różne dla odpowiednich typów wód. Przykładowo, w przypadku cieków uwzględniana jest ciągłość ich przepływu, a w przypadku wód przybrzeżnych – kierunek i prędkość dominujących prądów. Naturalny chemizm wód (np. zawartość jonów wapniowych) różni się w zależności od warunków geologicznych, również naturalne ekosystemy wykazują zmienność geograficzną nawet w obrębie jednego kraju i typologiczną (np. fitoplankton dużej rzeki jest obfitszy niż fitoplankton potoku górskiego, a jego skład gatunkowy w zachodniej Polsce może nieco różnić się od składu gatunkowego wikaryzującego ekosystemu w Polsce wschodniej), w związku z tym wartości graniczne poszczególnych wskaźników dostosowane są do lokalnej typologii wód. Poszczególne elementy mogą być oceniane na podstawie jednego lub kilku wskaźników (metriksów), przy czym o ile ocenę danego elementu można uśredniać, o tyle w ogólnej ocenie o stanie decyduje najsłabiej oceniony element, podobnie jak w przypadku poprzednio stosowanej skali trzystopniowej. O ile w tradycyjnym systemie jakość wód sprowadzała się do jej czystości i wskaźniki biologiczne ograniczały się do elementów stanu sanitarnego (indeks saprobów, miano mikroorganizmów), o tyle w obecnym systemie to wskaźniki biologiczne odgrywają podstawową rolę. Także elementy wspierające z innych grup mogą być związane z podejściem ekosystemowym, np. dla oceny stanu cieków znaczenie ma ich morfologia umożliwiająca migracje ryb. Oceniany jest stan poszczególnych biocenoz, np. makrobentosu. W badaniach naukowych i pilotażowych badaniach mających na celu ustalenie rutynowych metod monitoringu stosowane są rozmaite wskaźniki biotyczne (np. polski indeks biotyczny, współczynniki fitoplanktonowe), z których do wykorzystania przez inspekcję środowiska wybierane są tylko niektóre.

### Polska

#### System trzyklasowy (1970–2004)
wody powierzchniowe
W Polsce w latach 1970–2004 (przed przyjęciem prawa unijnego) stosowano trzyklasowy system klasyfikacji czystości wód. Zgodnie z klasyfikacją obowiązującą w PRL klasy czystości cieków i zbiorników miały być wyznaczane w zależności od ich przeznaczenia użytkowego przez organ centralny (przez większość czasu obowiązywania tego prawa był to minister) w przypadku większych rzek i jezior i organy wojewódzkie w pozostałych przypadkach. Wskaźniki zanieczyszczenia dopuszczalne w danej klasie miały się mieścić w określonych rozporządzeniem przedziałach. W roku 1991 zrezygnowano z odgórnego wyznaczania klas czystości wody, a pojęcie to zaczęło oznaczać stan faktyczny, wyznaczony na podstawie monitoringu. Kryteria pozostały podobne, jednak zwrot „przeznaczone do” zastąpiono zwrotem „nadające się do”. Od tego momentu klasy czystości wód ustalane były na podstawie wyników monitoringu stanu czystości rzek i jezior.
Przez cały okres obowiązywania trójstopniowej skali czystości wód ogólna charakterystyka danej klasy nie ulegała dużym zmianom i wyglądała następująco:
- Klasa I – wody przeznaczone (od 1991 zdatne) do korzystania jako woda pitna (także jako źródło wody dla przemysłu wymagającego tak samo czystej wody oraz do hodowli ryb łososiowatych).
- Klasa II – wody przeznaczone (od 1991 zdatne) do korzystania jako woda dla zwierząt hodowlanych, także ryb innych niż łososiowate oraz do sportu i rekreacji.
- Klasa III – wody przeznaczone (od 1991 zdatne) do korzystania przez przemysł i rolnictwo.

Szczegółowe wskaźniki fizyczno-chemiczne i sanitarne wraz z dopuszczalnymi zakresami określane były w odpowiednich rozporządzeniach. Część wskaźników była obligatoryjna – były to: ilość rozpuszczonego tlenu, BZT5, ChZTMn, stężenie fenoli, chlorków, siarczanów, substancji rozpuszczonych i zawiesin.
Przy raportowaniu stanu środowiska stosowano również nieuwzględnione w rozporządzeniu pojęcie wód nieodpowiadających normom (n.o.n.), zwanych wodami pozaklasowymi (P.K.) Monitoring stanu wód w Polsce wykazywał, że większość badanych wód w istocie nie odpowiadała normom. Wynikało to po części z metodologii oceny stanu wód, która zakłada, że stan wody determinuje najgorszy zbadany czynnik. W związku z tym nawet gdy pozostałe wskaźniki sugerowały wyższą klasę, ogólna ocena była niska, jeżeli choć jeden wskaźnik nie mieścił się w normach. Bardzo często najgorsze wartości wykazywał stan sanitarny określany przez miano Coli typu fekalnego.
wody podziemne
Państwowa Inspekcja Ochrony Środowiska od początku lat 90. XX w. prowadzi również monitoring czystości wód podziemnych. Klasyfikacja nie została ustalona aktem rządowym, lecz w PIOŚ połowie lat 90. ustaliła skalę czterostopniową, która numeracją klas nawiązywała do systemu trzyklasowego:
- klasa Ia – wody najwyższej jakości (nadające się do użytku bez konieczności uzdatniania)
- klasa Ib – wody wysokiej jakości (nadające się do użytku przez większe grupy ludności po prostym uzdatnieniu, nieznacznie zanieczyszczone, bez dowodów na wpływ czynników antropogenicznych)
- klasa II – wody średniej jakości (wymagające uzdatniania, zanieczyszczone przez człowieka lub o naturalnie niekorzystnym chemizmie)
- klasa III – wody niskiej jakości (znacznie przekraczające normy wód pitnych).

Podobnie jak w przypadku wód powierzchniowych, wody przekraczające wszelkie normy określane były jako pozaklasowe (PKL) lub nieodpowiadające klasyfikacji (nok). Ze względów praktycznych wody pozaklasowe bywały czasem traktowane łącznie z wodami III klasy.

#### System pięcioklasowy (Polska w Unii Europejskiej)
Według Rozporządzenia Ministra Środowiska z dnia 11 lutego 2004 r. w sprawie klasyfikacji dla prezentowania stanu wód powierzchniowych i podziemnych, sposobu prowadzenia monitoringu oraz sposobu interpretacji wyników i prezentacji stanu tych wód nowa klasyfikacja wód rezygnuje z pojęcia klasy czystości na rzecz klasy jakości: I, II, III, IV oraz V. Niedługo po tej reformie w niektórych publikacjach nadal mówiono o klasach czystości, także dla wód klasy IV i V. Dalsze doprecyzowanie tego systemu nastąpiło w kolejnych rozporządzeniach.
Pięć klas jakości stanu ekologicznego dotyczy wód powierzchniowych naturalnych. W przypadku cieków i zbiorników sztucznych lub silnie zmienionych mówi się o potencjale ekologicznym.
Charakterystyka klas jakości wód powierzchniowych
Początkowo pięć klas jakości wód tak powierzchniowych, jak i podziemnych, nawiązywało do poprzednio stosowanych klasyfikacji – definiowane były one głównie pod kątem przydatności do spożycia i określane kolejno jako wody bardzo dobrej, dobrej, zadowalającej, niezadowalającej i złej jakości. W roku 2008 utrzymano tę klasyfikację dla wód podziemnych, podczas gdy dla wód powierzchniowych klasy jakości wód zrównano ze stanem ekologicznym wód naturalnych i biologicznym wód przekształconych lub sztucznych określanym w RDW. Tak więc w przypadku wód powierzchniowych pojęcie klas jakości i stanu ekologicznego (lub biologicznego) są stosowane wymiennie.
Klasa I (stan bardzo dobry)
Bardzo dobry stan wód oznacza, że elementy biologiczne mają charakter naturalny, niezakłócony lub nieznacznie zakłócony, a elementy fizyczno-chemiczne i hydromorfologiczne nie wykazują wpływu człowieka lub wykazują niewielki wpływ. W przypadku zanieczyszczeń syntetycznych oznacza to, że ich poziom powinien być niewykrywalny lub bliski zeru. Struktura biocenoz, dynamika ewentualnych zakwitów i chemizm wód powinny odpowiadać warunkom naturalnym, w zależności od typu cieku lub zbiornika. Jeżeli te same kryteria spełnia ciek lub zbiornik wodny sztuczny lub silnie przekształcony najbardziej zbliżony do danego typu wód naturalnych, a także podjęto działania na rzecz umożliwienia przezeń wędrówek zwierząt i warunków do tarła, jego potencjał ekologiczny określa się jako maksymalny.
Klasa II (stan dobry)
Dobry stan wód oznacza, że występują jedynie niewielkie odchylenia od charakteru naturalnego. W przypadku zanieczyszczeń syntetycznych i niesyntetycznych oznacza to, że ich poziom powinien nie przekraczać stężeń określonych z wykorzystanie danych o toksyczności ostrej i chronicznej. Struktura biocenoz i chemizm wód powinny niewiele odbiegać od warunków naturalnych. W zależności od typu cieku lub zbiornika może wystąpić przyspieszony wzrost glonów planktonicznych i zakwity. Ilość mat bakteryjnych nie wpływa jednak negatywnie na fitobentos i makrofity, mogą natomiast występować zaniki pewnych grup i klas wiekowych ryb (ze względu na pewne utrudnienia w rozmnażaniu). Jeżeli te same kryteria spełnia ciek lub zbiornik wodny sztuczny lub silnie przekształcony najbardziej zbliżony do danego typu wód naturalnych, jego potencjał ekologiczny określa się jako dobry (przy czym stanem referencyjnym jest maksymalny potencjał ekologiczny).
Klasa III (stan umiarkowany)
Umiarkowany stan wód oznacza, że występują umiarkowane odchylenia od charakteru naturalnego. Mogą występować stałe zakwity glonowe od czerwca do sierpnia, a także duże skupiska (np. maty) bakterii, wpływając negatywnie na rozwój pozostałych biocenoz. Biocenozy roślinne, glonowe i ryb odbiegają od stanu naturalnego w nieznacznym stopniu, lecz biocenozy bezkręgowców bentosowych są pozbawione taksonów referencyjnych dla danego typu wód. W populacjach ryb jest zaburzona struktura wiekowa. Jeżeli te same kryteria spełnia ciek lub zbiornik wodny sztuczny lub silnie przekształcony najbardziej zbliżony do danego typu wód naturalnych, jego potencjał ekologiczny określa się jako umiarkowany (przy czym stanem referencyjnym jest maksymalny potencjał ekologiczny).
Klasa IV (stan słaby)
Słaby stan wód oznacza, że występują znaczne odchylenia od charakteru naturalnego. Występują w zbiorowiska organizmów inne niż występowałyby w warunkach niezakłóconych.
Klasa V (stan zły)
Zły stan wód oznacza, że występują poważne odchylenia od stanu naturalnego. Znaczna część populacji typowych dla stanu niezakłóconego w ogóle nie występuje.
Poza opisem ogólnym, poszczególne klasy jakości są rozgraniczane na podstawie wartości szczegółowych wskaźników, przy czym przy użyciu niektórych z tych wskaźników, zwłaszcza z grup elementów wspierających, możliwe jest jedynie wyróżnienie niektórych klas, podczas gdy pozostałe klasy traktowane są wówczas łącznie. Przykładowo, przyjmuje się, że elementy hydromorfologiczne mogą być albo niezakłócone (klasa I), albo zakłócone (pozostałe klasy bez rozróżniania). Również elementy fizyczno-chemiczne zwykle mają wyznaczone wartości graniczne dla klasy I i II lub tylko I, a po ich przekroczeniu nie rozróżnia się gorszych klas. W tej sytuacji decydująca staje się ocena na podstawie elementów biologicznych, które są najbardziej szczegółowo scharakteryzowane.
Charakterystyka klas jakości wód podziemnych
Stan chemiczny wód podziemnych również jest wyrażany w systemie pięciu klas:
- Klasa I – wody podziemne w tej klasie charakteryzują się bardzo dobrą jakością: wartości wskaźników jakości wody są kształtowane jedynie w efekcie naturalnych procesów zachodzących w warstwie wodonośnej.
- Klasa II – wody podziemne w tej klasie można określić jako wody o dobrej jakości: wartości wskaźników jakości wody nie wskazują na oddziaływania antropogeniczne lub wskazują na bardzo słabe oddziaływania.
- Klasa III – wody podziemne w danej klasie określić można jako wody o zadowalającej jakości: wartości wskaźników jakości wody są podwyższone w wyniku naturalnych procesów lub słabego oddziaływania antropogenicznego.
- Klasa IV – wody podziemne tej klasy scharakteryzować można jako wody o niezadowalającej jakości: wartości wskaźników jakości wody są podwyższone w wyniku naturalnych procesów oraz wyraźnego oddziaływania antropogenicznego.
- Klasa V – wody podziemne danej klasy można określać jako wody o złej jakości: wartości wskaźników jakości wody potwierdzają oddziaływania antropogeniczne.

Stan chemiczny wód w tym systemie dzielony jest na dwa stany:
- dobry stan chemiczny
- zły stan chemiczny.

Dobry stan chemiczny mają wody z klas I, II i III. Są to wody niewskazujące na dopływ wód słonych ani innych groźnych zanieczyszczeń. Wody te oddziałując na wody powierzchniowe nie mogą wpływać na nie niekorzystnie. Zły stan chemiczny mają wody z klas IV i V. W ich przypadku nie jest spełniony przynajmniej jeden z warunków uzyskania stanu dobrego.
Również stan ilościowy wód podziemnych klasyfikowany jest w dwóch kategoriach:
- dobry stan ilościowy – zasoby dostępne do zagospodarowania przewyższają średni roczny pobór, a zwierciadło wód podziemnych nie podlega zmianom, które skutkowałyby szkodami w ekosystemach lądowych;
- słaby stan ilościowy – nie są spełnione powyższe kryteria[11].

Klasyfikacja wód użytkowych

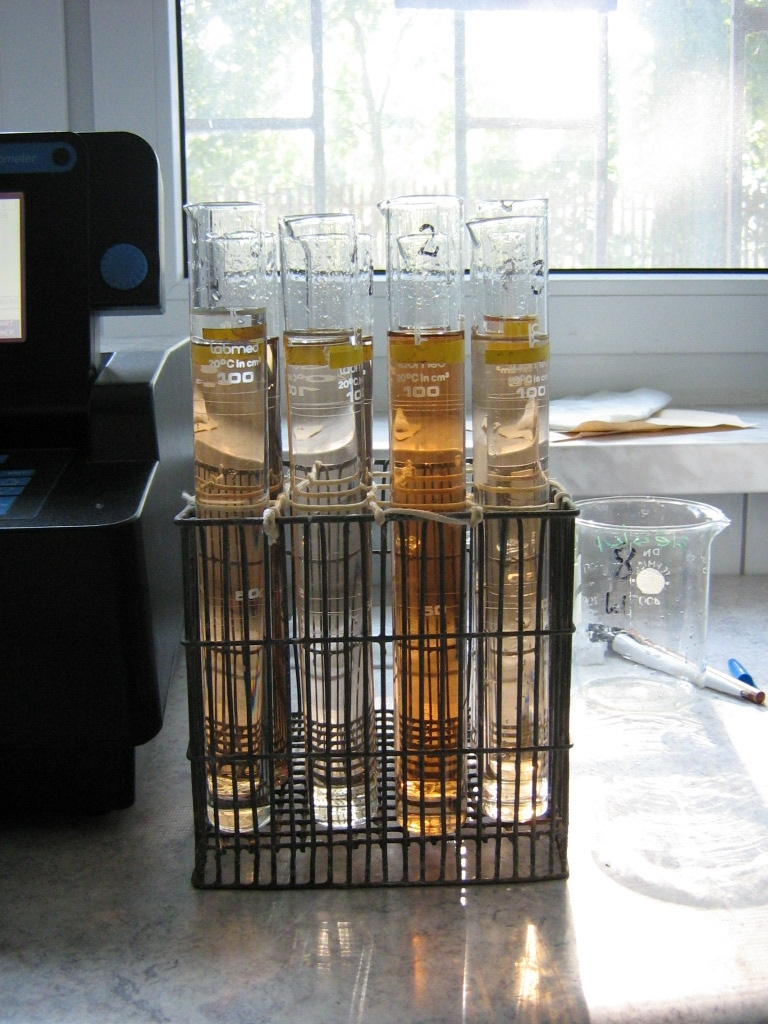
Analiza kolorymetryczna (spektrofotometryczna) zawartości żelaza – jednego z parametrów uwzględnianych przy ocenie chemizmu wody

Odmienną klasyfikacją jest kategoryzacja wód ze względu na ich przydatność do bezpośredniego wykorzystania i ewentualne zagrożenie dla zdrowia – jako wody pitnej, dla przemysłu farmaceutycznego czy w kąpieliskach. Klasyfikację tę określa resort zdrowia, a jej badaniem zajmuje się nie inspekcja środowiska, lecz inspekcja sanitarna. W roku 2002 Ministerstwo Środowiska wydzieliło trzy klasy wód powierzchniowych (nie dotyczy ono wód podziemnych wraz ze źródlanymi) przeznaczonych do spożycia:
- kategoria A1 – woda wymagająca prostego uzdatniania fizycznego (filtracja, dezynfekcja)
- kategoria A2 – woda wymagająca typowego uzdatniania fizycznego i chemicznego (utlenianie wstępne, koagulacja, flokulacja, dekantacja, filtracja, dezynfekcja z chlorowaniem końcowym)
- kategoria A3 – woda wymagająca wysokosprawnego uzdatniania fizycznego i chemicznego (utlenianie, koagulacja, flokulacja, dekantacja, filtracja, adsorpcja na węglu aktywnym, dezynfekcja przez ozonowanie lub chlorowanie końcowe).

W ustalaniu tych kategorii największy udział ma zbadanie zanieczyszczeń chemicznych, ale brane pod uwagę są również pewne cechy fizyczne (np. barwa) i biologiczne (obecność bakterii kałowych i chorobotwórczych).
Prawo wodne nakazuje również klasyfikowanie lub przynajmniej ustalanie norm dla innych wód użytkowych. W przypadku wody w kąpieliskach normy bez szczegółowych kategorii określa rozporządzenie ministra zdrowia. Z kolei obowiązująca przez kilka lat na początku XXI w. klasyfikacja wód pod względem warunków życia dla ryb przedstawiona była w innym rozporządzeniu ministra środowiska. Klasyfikacja ta nie obejmowała wód wydzielonych jako obręb hodowlany, pozostawiając je w gestii gospodarki rybackiej, a pozostałe wody dzieli na dwie grupy:
- wody śródlądowe będące środowiskiem życia dla ryb łososiowatych
- wody śródlądowe będące środowiskiem życia dla ryb karpiowatych.

Wbrew nazwie, kategorie te nie zawężają grup ryb do dwóch rodzin, gdyż wody spełniające wymagania dla ryb łososiowatych powinny nadawać się nie tylko dla ryb łososiowatych sensu stricto, ale też siejowatych, a także lipienia, a pozostałe wody nadają się nie tylko dla karpiowatych, lecz również dla innych gatunków, w szczególności szczupaka, okonia i węgorza. Wody tej drugiej grupy charakteryzują wyższe wartości zanieczyszczenia cieplnego, utlenialności i trofii.

## Stany Zjednoczone
Standardy jakości wód w Stanach Zjednoczonych ustalane są przez stanowe departamenty środowiska oraz federalną Agencję Ochrony Środowiska (EPA), która określa standardy na obszarach takich jak terytoria zależne lub rezerwaty indiańskie. Klasy wód określają ich jakość i stopień ochrony. Klasyfikacja określana jest literami zasadniczo w rosnącym porządku alfabetycznym. Agencja Ochrony Środowiska przedstawia kryteria klasyfikacji parametrów fizyczno-chemicznych czy biologicznych, które powinny być stosowane także przez poszczególne stany w celu zgodności z wymogami ustawy Clean Water Act. W przypadku wskaźników biologicznych EPA zaleca stosowanie co najmniej dwóch grup organizmów. Powszechnie wykorzystywane są wskaźniki dotyczące makrobezkręgowców bentosowych i ryb, ale zdarza się, że zamiast ryb wykorzystywana jest ocena stanu glonów lub rzadziej makrofitów.
Przykładowa klasyfikacja w wybranych regionach
Connecticut:
| Klasa                           | Opis |
| śródlądowe wody powierzchniowe  | |
| AA                              | Istniejące lub proponowane źródło wody pitnej, siedlisko ryb i innych organizmów, ograniczone użytkowanie rekreacyjne, zaopatrzenie rolnictwa i przemysłu.                                  |
| A                               | Potencjalne źródło wody pitnej, siedlisko ryb i innych organizmów, użytkowanie rekreacyjne, zaopatrzenie rolnictwa i przemysłu i inne uzasadnione użytkowanie, takie jak żegluga.           |
| B                               | Siedlisko ryb i innych organizmów, zaopatrzenie rolnictwa i przemysłu i inne uzasadnione użytkowanie, takie jak żegluga.                                                                    |
| C                               | Użytkowanie jak w klasie B. Stan nieakceptowalny oznaczający zanieczyszczenie i wymagający poprawy do co najmniej klasy B.                                                                  |
| D                               | Użytkowanie jak w klasie B. Stan nieakceptowalny oznaczający silne zanieczyszczenie i wymagający poprawy do co najmniej klasy B.                                                            |
| wody przybrzeżne i pełnomorskie | |
| SA                              | Siedlisko organizmów morskich, miejsce połowu owoców morza do bezpośredniej konsumpcji, użytkowanie rekreacyjne i inne uzasadnione użytkowanie, takie jak żegluga.                          |
| SB                              | Siedlisko organizmów morskich, miejsce połowu owoców morza do konsumpcji po uprzednim oczyszczeniu, użytkowanie rekreacyjne, przemysłowe i inne uzasadnione użytkowanie, takie jak żegluga. |
| SC                              | Użytkowanie jak w klasie SB. Stan nieakceptowalny oznaczający zanieczyszczenie i wymagający poprawy do co najmniej klasy SB.                                                                |
| SD                              | Użytkowanie jak w klasie SB. Stan nieakceptowalny oznaczający silne zanieczyszczenie i wymagający poprawy do co najmniej klasy SB.                                                          |
| wody podziemne                  | |
| GAA                             | Istniejące lub potencjalne źródło wody pitnej niewymagającej uzdatniania, połączenie wód powierzchniowych. Silniejsza ochrona.                                                              |
| GA                              | Istniejące lub potencjalne źródło wody pitnej niewymagającej uzdatniania, połączenie wód powierzchniowych. Słabsza ochrona.                                                                 |
| GB                              | Użytkowanie przemysłowe (w tym wody chłodnicze), połączenie wód powierzchniowych, nieprzeznaczone do picia bez uzdatniania.                                                                 |
| GC                              | Specjalne użytkowanie wymagające pozwolenia, np. do składowania odpadów. |

Stan Nowy Jork:
| Klasa                       | Opis |
| słodkie wody powierzchniowe | |
| N                           | Wody naturalne. Źródło wody pitnej, siedlisko i hodowla ryb i innych organizmów, użytkowanie rekreacyjne (kąpiele, wędkarstwo). Brak zanieczyszczenia, brak utrudnień w przepływie. |
| AA-S (AA-Special)           | Źródło wody pitnej, siedlisko i hodowla ryb i innych organizmów, użytkowanie rekreacyjne (kąpiele, wędkarstwo). Brak zanieczyszczenia. Zawartość biogenów niewystarczająca do zakwitów. Brak nienaturalnej mętności. Brak utrudnień w przepływie.                                                          |
| A-S (A-Special)             | Źródło wody pitnej, siedlisko i hodowla ryb i innych organizmów, użytkowanie rekreacyjne (kąpiele, wędkarstwo). Wody graniczne i międzynarodowe spełniające normy wody pitnej po prostym uzdatnianiu (w tym koagulacji, sedymentacji, filtracji, dezynfekcji) w celu usunięcia naturalnych zanieczyszczeń. |
| AA                          | Źródło wody pitnej, siedlisko i hodowla ryb i innych organizmów, użytkowanie rekreacyjne (kąpiele, wędkarstwo). Wody spełniające normy wody pitnej po prostym uzdatnianiu w celu usunięcia naturalnych zanieczyszczeń.                                                                                     |
| A                           | Źródło wody pitnej, siedlisko i hodowla ryb i innych organizmów, użytkowanie rekreacyjne (kąpiele, wędkarstwo). Wody spełniające normy wody pitnej po prostym uzdatnianiu (w tym koagulacji, sedymentacji, filtracji, dezynfekcji) w celu usunięcia naturalnych zanieczyszczeń.                            |
| B                           | Siedlisko i hodowla ryb i innych organizmów, użytkowanie rekreacyjne (kąpiele, wędkarstwo). |
| C                           | Siedlisko i hodowla ryb i innych organizmów, użytkowanie rekreacyjne (głównie wędkarstwo) może być ograniczone. |
| D                           | Siedlisko ryb i innych organizmów, przy czym rybołówstwo nie jest możliwe. Użytkowanie rekreacyjne (głównie wędkarstwo) może być ograniczone. |
| słone wody powierzchniowe   | |
| SA                          | Siedlisko i hodowla organizmów morskich, miejsce połowu owoców morza, użytkowanie rekreacyjne. |
| SB                          | Siedlisko i hodowla organizmów morskich, rybołówstwo, użytkowanie rekreacyjne. |
| SC                          | Siedlisko i hodowla organizmów morskich, rybołówstwo. Użytkowanie rekreacyjne może być ograniczone. |
| I                           | Siedlisko i hodowla organizmów morskich, rybołówstwo. Użytkowanie rekreacyjne ograniczone. |
| SD                          | Siedlisko organizmów morskich, rybołówstwo. Użytkowanie rekreacyjne ograniczone. Zanieczyszczenie antropogeniczne. |
| wody podziemne              | |
| GA                          | Istniejące lub potencjalne źródło wody pitnej. Wody słodkie. |
| GSA                         | Istniejące lub potencjalne źródło wody mineralnej lub pitnej po odmineralizowaniu. Surowiec przemysłu sodowego. Wody słone. |
| GSB                         | Użytkowanie przemysłowe (rozcieńczanie ścieków),. Wody silnie zasolone (powyżej 1 g chlorków na litr lub 2 g stałych substancji rozpuszczonych na litr). |
| wody pstrągowe              | |
| T                           | Wody nadające się dla pstrągów. |
| TS                          | Wody nadające się do tarła pstrągów. |